# Proechimys canicollis
Proechimys canicollis (колумбійський щетинець) — вид гризунів родини щетинцевих, зустрічається на північному заході Венесуели і північно-центральній частині Колумбії та передгір'ях Сьєрра-Невада-де-Санта-Марта. Це низовинний вид; висотний діапазон проживання: від рівня моря до 300 м над рівнем моря. Живе в листяному лісі або на узліссі. 

## Поведінка
Цей щур нічний, наземний і самітницький. Харчується насінням, плодами, грибами і в незначній мірі листям і комахами. Стійкий до деградації довкілля.

## Загрози та охорона
Серйозних загроз для цього виду немає. Гризун проживає у кількох охоронних районах.